# Global Underground
Global Underground ist ein Plattenlabel und eine Compilation-Serie in der elektronischen Musikszene.

## Anfang
1996 wurde Global Underground von Andy Horsfield und James Todd gegründet. Das Label symbolisiert den internationalen Aufstieg von Elektronischer Tanzmusik innerhalb der 90er Jahre und manifestierte Künstler wie Sasha, Paul Oakenfold, John Digweed, Danny Tenaglia, Nick Warren, Dave Seaman, Darren Emerson und James Lavelle.

## Hintergrund
Global Underground veröffentlicht regelmäßig eine Serie von Compilations, die den jeweiligen technischen wie auch musikalischen Anspruch seiner Künstler widerspiegelt. Am Anfang wurde diese Serie von einem anderen Plattenlabel mit dem Namen Boxed veröffentlicht, welche auch Sub Serien dieser Compilation mit dem Namen Nubreed und Electric Calm veröffentlichten. Boxed wurde 2001 geschlossen und wurde durch Global Underground Ltd. übernommen. Seit der ersten Veröffentlichung im Jahre 1996 erreichte die Compilation-Serie in der Progressive-House-Szene eine große Anerkennung, da auch stilistisch die Musik aus diesem Genre zum großen Teil stammte. Trotzdem wurden auch vereinzelte Compilations veröffentlicht, die auch eher dem Trance und der Breakbeat-Musik zuzuschreiben sind.

## Konzept
Der entsprechend verantwortliche DJ macht die Aufnahme für die Global Underground Compilation live während einer Party an verschiedenen Orten der Welt. Das Liveset wird als 2-CD-Format, um einen guten Gesamteindruck vermitteln zu können, veröffentlicht.

## Internationale Anerkennung
Das Billboard hat festgestellt, dass Global Underground die erste DJ-Mix-Compilation war, die den DJ mit hochwertigen Fotografien auf dem Album-Cover, die auch eine wesentliche Rolle gespielt haben, dass der DJ mehr in die Rolle eines Superstars schlüpfen konnte.

## Katalog
Dies ist die komplette Liste aller verfügbaren Alben der Global Underground Serie, die alle Nummern, den ausführenden DJ, den Ort der Liveset-Aufnahme und das Veröffentlichungsdatum, enthält.
Global Underground hat verschiedene "Sub-Serien" mit den Titeln Nubreed, Prototyp, 24:7, Electric Calm und Afterhours.

## GU Music
2003 begann das Label ein eigenes Franchise-Konzept auf dem neuen Plattenlabel "GU Music".
Bis zu dieser Zeit war Global Underground nur ein Label, das mit DJ-Compilations und Mix-CDs Geld verdiente. Durch das neue Label gab es nun die Möglichkeit komplette Künstler-Alben, Schallplatten, CDs und MP3-Dateien zu veröffentlichen. Das "GU Music"-Team kommentierte dies: "Having nurtured some of the worlds finest DJs we have applied this expertise to original music, cherry picking the coolest future talent from across the globe...".